# Bureau de la lutte anti-terroriste
Il Bureau de la lutte anti-terroriste - BLAT (letteralmente in italiano: Ufficio antiterrorismo) è un'unità operativa francese creata nel 2003, specializzata in antiterrorismo e che riferisce alla Sous-direction de la Police judiciaire (SDPJ) della Direction générale de la Gendarmerie nationale (DGGN).
È riconosciuto, con "decreto del 31 marzo 2006", adottato per l'applicazione dell'articolo 33 della "legge n. 2006-64 del 23 gennaio 2006 relativa alla lotta al terrorismo", come uno dei servizi appositamente preposti alla prevenzione e repressione degli atti di terrorismo. È anche citato dal decreto del 7 aprile 2011 del Ministero dell'interno relativo al rispetto dell'anonimato di alcuni militari della Gendarmerie nationale.
È responsabile del coordinamento, a livello nazionale, dell'azione delle unità di polizia giudiziaria o dei servizi di gendarmeria giudiziaria coinvolti nella lotta al terrorismo, all'estremismo violento o anche agli attacchi alla sicurezza dello Stato (SCRC, OCLAESP, SR in particolare), in uno spirito di piena collaborazione con i servizi partner.
All'interno della DGGN, agisce in stretto coordinamento con la Sous-direction de l'anticipation opérationnelle (SDAO), specializzata in intelligence, istituita con "decreto del 6 dicembre 2013".